# Robertas Javtokas
Robertas Javtokas, né le 20 mars 1980 à Šiauliai, est un joueur lituanien de basket-ball, évoluant au poste de pivot. Il prend sa retraite en juin 2017.

## Biographie
Il est réputé pour ses incroyables qualités athlétiques pour un joueur de sa taille. En effet, il a détenu le record du plus haut dunk avec un smash effectué à 3,59 mètres. 
En 2001, ce joueur qui évolue dans la sélection lituanienne depuis 2000 au poste de pivot attire l'attention des Spurs de San Antonio qui le sélectionnent en 56e position.
En 2002, il est victime d'un grave accident de circulation. Après de longs mois où son retour sur un terrain de basket-ball n'est pas assuré, il revient au plus haut niveau pour redevenir l'un des meilleurs défenseurs à son poste en Europe.
Pour la saison 2006, il signe dans le grand club grec du Panathinaïkos avant de pouvoir rejoindre dans les années à venir la NBA. Il ne traverse jamais l'Atlantique et rejoint le club russe du Dynamo Moscou.
Javtokas prend sa retraite de joueur en juin 2017.

## Club
- 1997-1999 : Šiauliai
- 1999 - Janvier 2000 : University of Arizona
- 2000 - 2006 : Lietuvos rytas
- 2006 - 2007 : Panathinaïkos
- 2007 - 2009 : Dynamo Moscou
- 2009 - 2010 : Khimki Moscou
- 2010 - 2011 : Valence
- 2011 - 2017 : Žalgiris Kaunas

## Palmarès

### Club
- Euroligue : 2007
- Coupe ULEB : 2005
- Champion de Lituanie : 2000, 2002, 2011, 2012, 2013, 2014, 2015, 2016, 2017
- Champion de Grèce : 2007
- Vice-champion de la Ligue baltique : 2005

### Sélection nationale
- Championnat d'Europe
  -  Médaille d'argent au Championnat d'Europe 2013

### Distinction personnelle
- MVP de la finale de la Coupe ULEB 2005

## Référence
1. ↑  (en) « Lithuanian legend Javtokas finishes professional career », Euroligue, 8 juin 2017